# Vauban-Turm

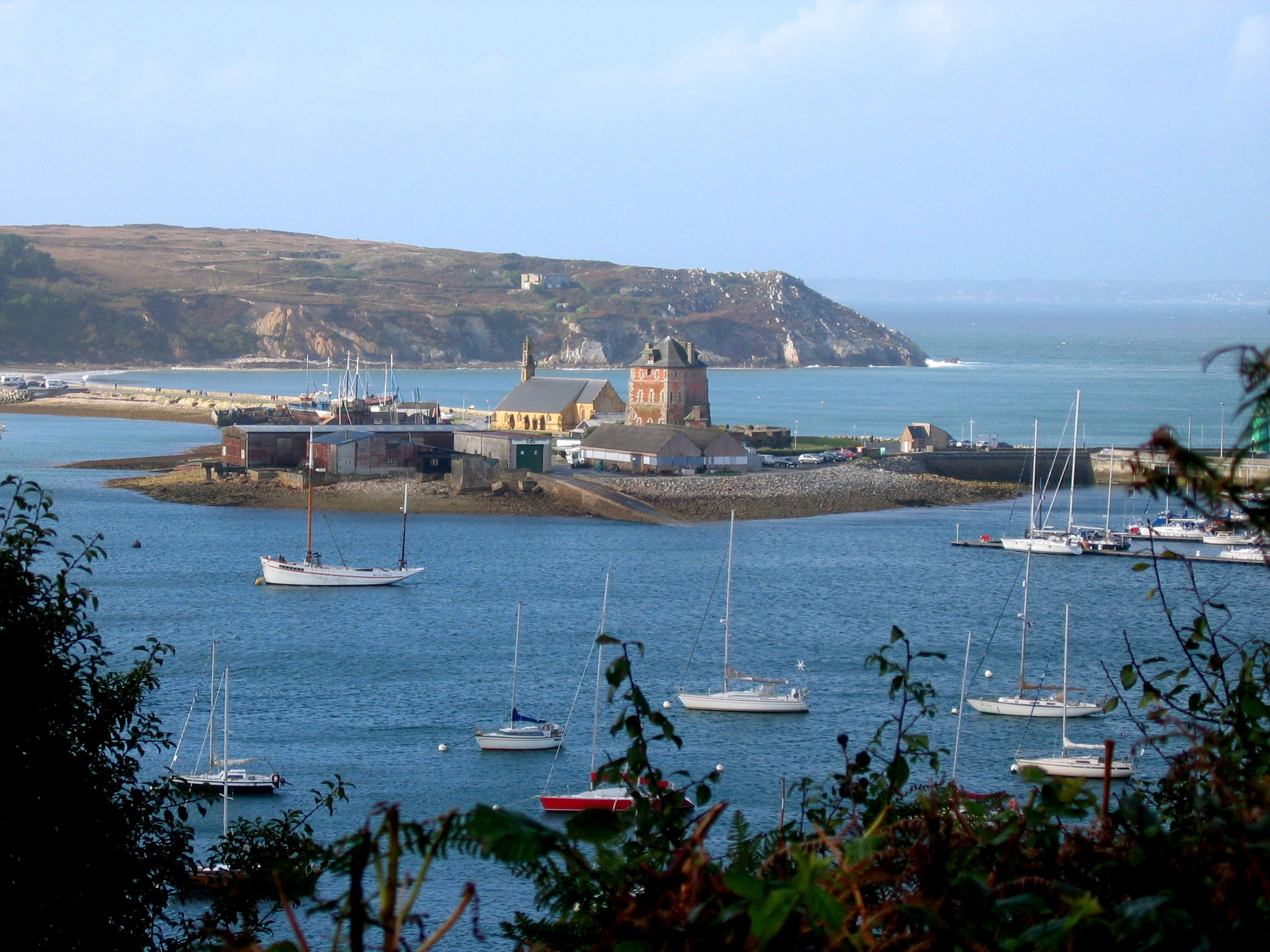
Lage des Vauban-Turms

Der Vauban-Turm (französisch Tour Vauban) oder Turm von Camaret ist ein von Sébastien Le Prestre de Vauban entworfenes Verteidigungsbauwerk in Camaret-sur-Mer an der bretonischen Westküste.

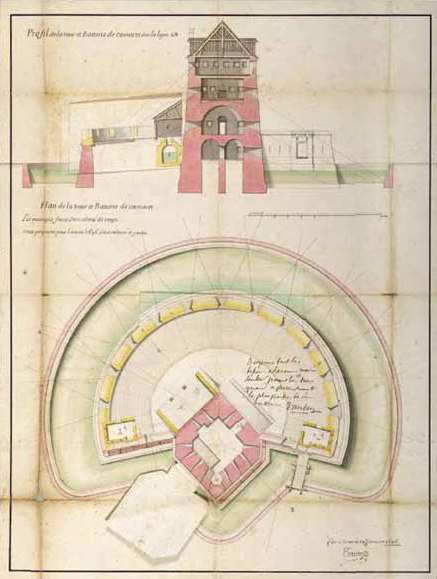
Profil und Grundriss des Turmes

Der sechseckige Turm steht auf einer kleinen, dem Ort Camaret vorgelagerten Halbinsel und hat bei 18 Metern Höhe vier Stockwerke. Er wurde ab 1683 von Vauban geplant, 1689 in Auftrag gegeben und von 1693 bis 1697 unter der Bauleitung von Jean-Pierre Traverse ausgeführt.
Zweck des Baus war es, die Reede von Brest (frz.: Rade de Brest) vor möglichen Angriffen zu schützen. Hierzu verfügte der Turm über elf Kanonen, einen Kanonenkugelofen und war von einer halbkreisförmigen Schutzmauer umgeben. 1694 spielte der Turm während des Pfälzischen Erbfolgekriegs eine wichtige Rolle bei der erfolgreichen Abwehr eines gemeinsamen Invasionsversuches englischer und niederländischer Einheiten, die in der gegen Frankreich gerichteten Wiener Große Allianz zusammengeschlossen waren. Binnen weniger Stunden waren die Angreifer in der Schlacht von Camaret am 18. Juni 1694 in die Flucht geschlagen und erlitten hohe Verluste, wobei der Turm seinen Teil beitrug.
Seit 1907 wird der Turm in Frankreich als Baudenkmal geführt. Seit 2008 ist er zusammen mit anderen Festungsanlagen von Vauban Teil des UNESCO-Weltkulturerbes. Heute befindet er sich im Eigentum der Gemeinde Camaret.